# グイド・カニャッチ
グイド・カニャッチ　または グイド・カニャッシ（Guido Cagnacci、後に Guido Canlassiと称した、1601年1月19日 - 1663年）はバロック期のイタリアの画家である。宗教画を描いていたが、40代の後半から官能的な女性を題材に描くようになった。

## 略歴
イタリア中部のサンタルカンジェロ・ディ・ロマーニャに生まれた。母親は伝道師の娘で、父親も後に伝道師の仕事をした。1616年頃、絵を学ぶためにボローニャに送られ、ボローニャで、グイド・レーニやグエルチーノ、ルドヴィコ・カラッチのもとで4年間学んだ。
1621年から1622年の間はグエルチーノとともにローマにも滞在した。1623年から1648年の間はロマーニャ地域で働き、有力な聖職者の援助を得て、宗教画を描き、教会の装飾画を描いた。 1628年に裕福な伯爵家の未亡人と恋愛関係になり、庶民と貴族が結婚が許されなかったので、駆け落ちをしようとして失敗し、街を追放になったこともあった。
1643年にフォルリのサンタ・クローチェ聖堂の装飾画を描き、1647年はファエンツァで、有力な貴族スパーダ家（famiglia Spada)のための仕事をした。
1648年、ロマーニャからヴェネツィアに移り、グイド・カニャッシ・ダ・ボローニャ(Guido Canlassi da Bologna)という名前で活動をはじめ、この時から半裸の女性像や官能的な作品を描くようになった。神聖ローマ皇帝レオポルト1世の招きで、1660年頃にウィーンに移った。ウィーンの宮廷で、彼の最も有名な作品である「クレオパトラの死」を描いた。
1663年にウィーンで死去した。

## 作品

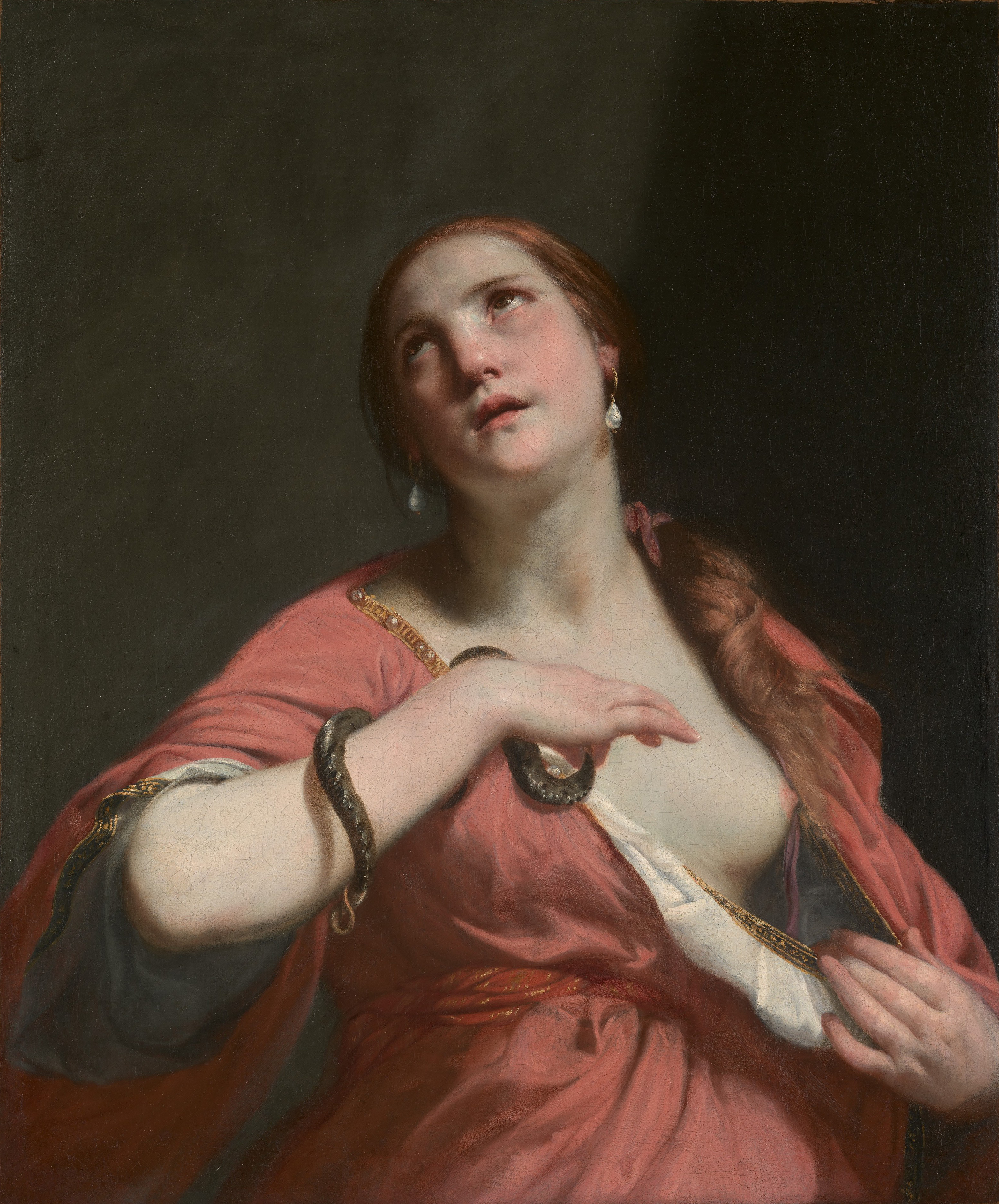
「クレオパトラの死」(1645-1655年頃) メトロポリタン美術館蔵
「クレオパトラの死」(1660)  ウィーン美術史美術館蔵
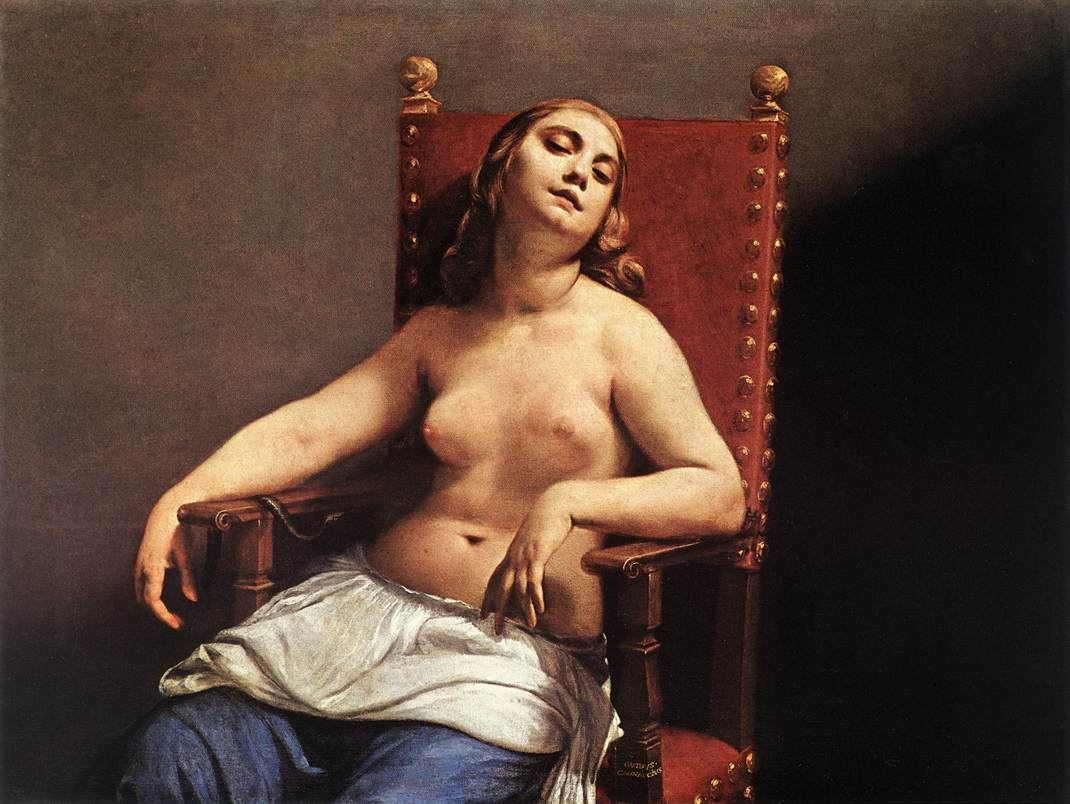
「クレオパトラの死」(1660)  プラド美術館蔵
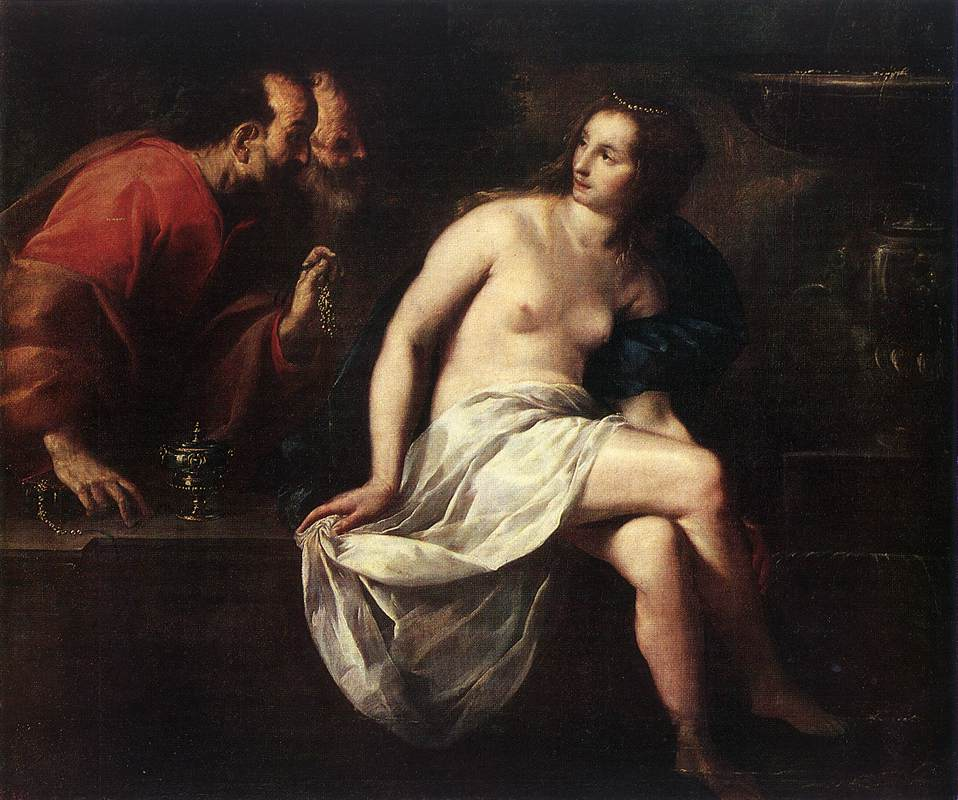
「スザンナと長老たち」

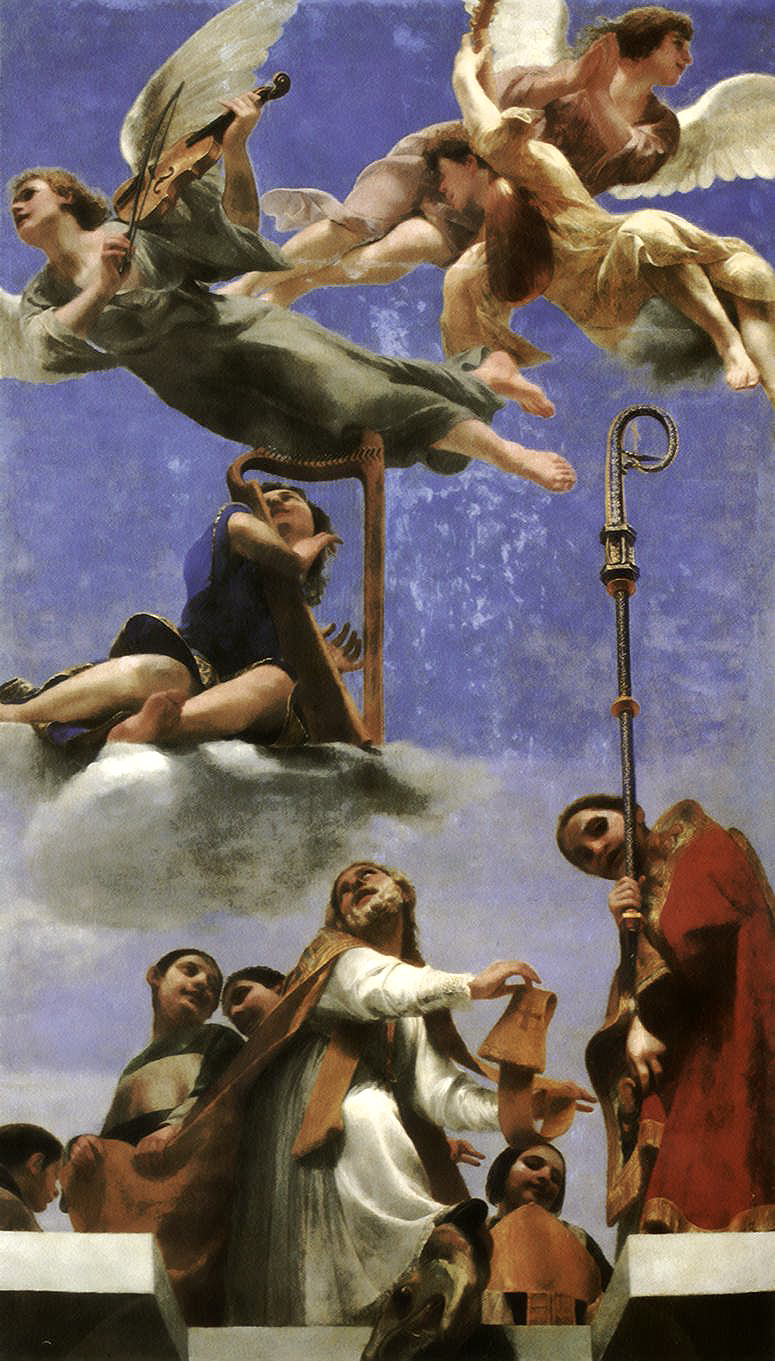
Gloria di san Mercuriale
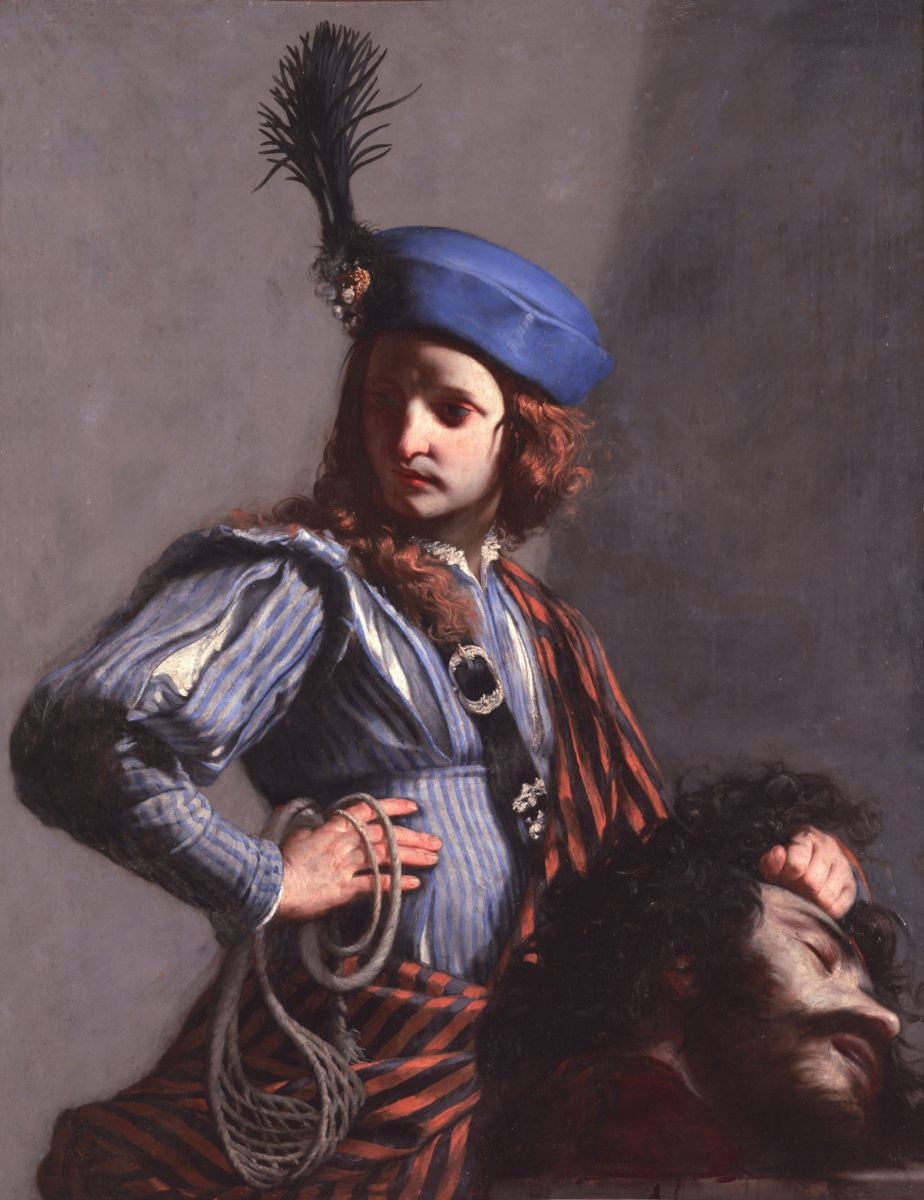
ゴリアテの頭を持つダビデ
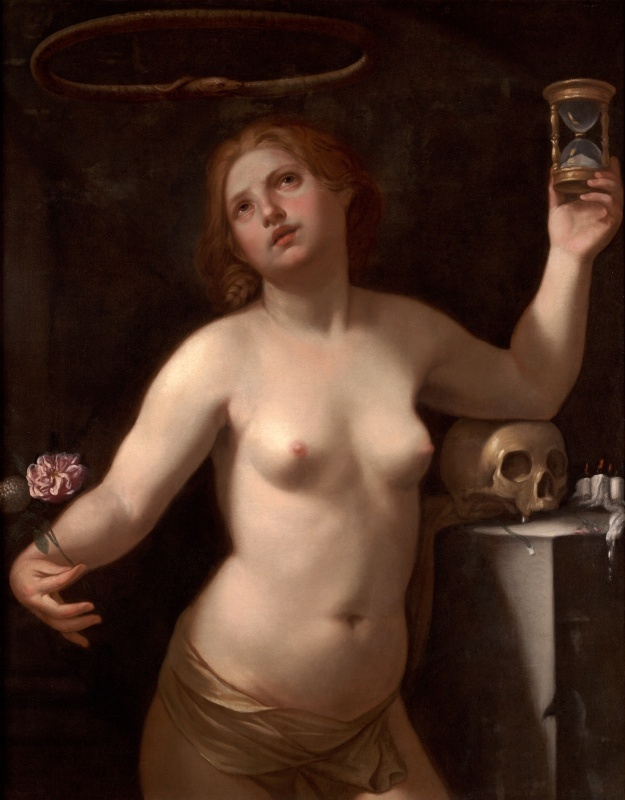
人生の寓意
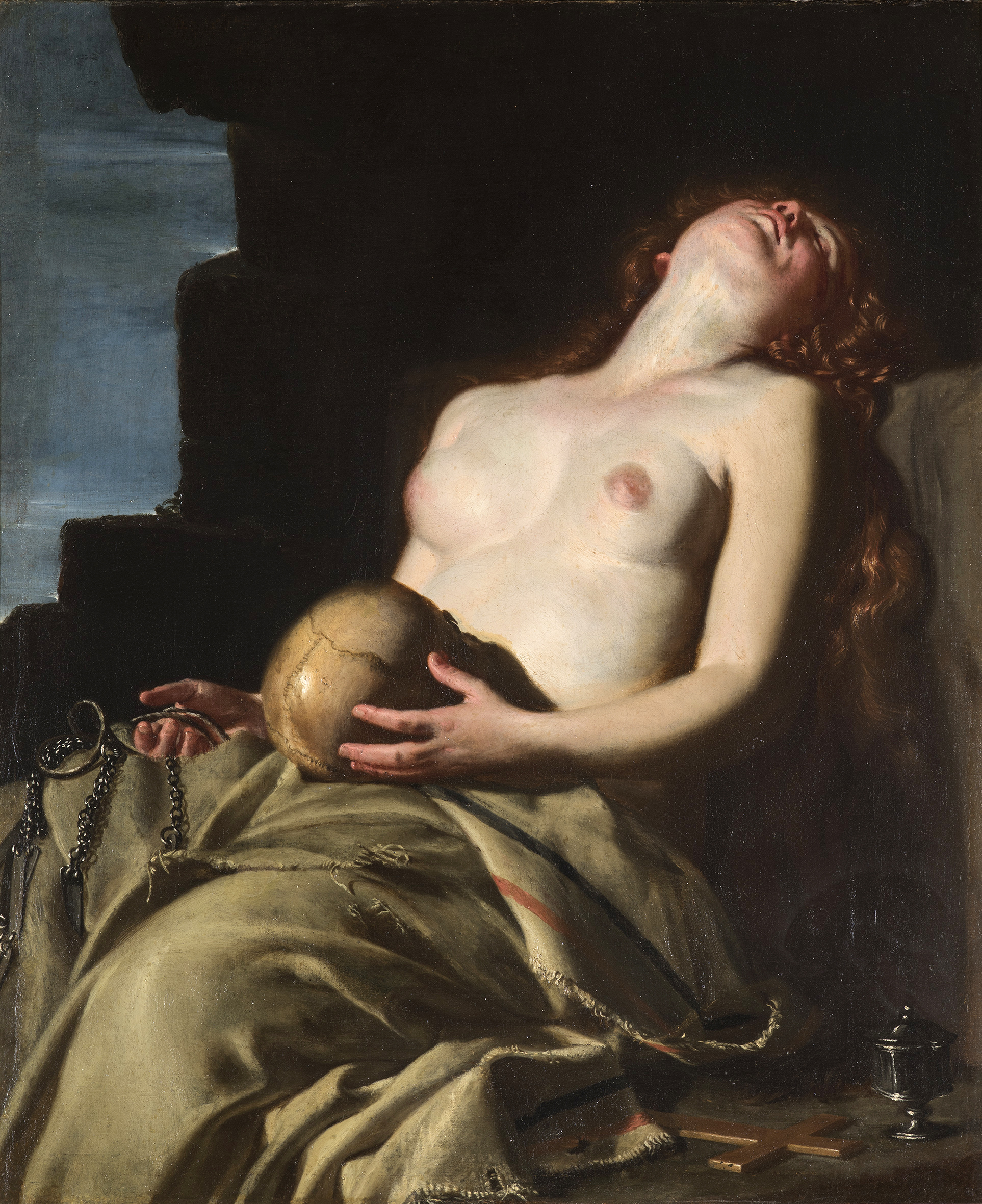
マグダラのマリア